# Mokosh
Mokosh (do russo antigo Мокошь) é uma deidade eslava  atestada na Crônica Primária, conectada a atividades femininas tais como tosquia, fiação e tecelagem. 
O dia da semana devotado a Mokosh era sexta-feira. O culto à deusa (Mokosh) foi mais tarde substituído pelo culto à Virgem Maria e Santa Paraskevia, tão bem quanto a sagrada Mokriny.[carece de fontes?]